# Double Dragon
Double Dragon är en serie beat 'em up-spel skapat ursprungligen av Technōs Japan 1987. Spelet designades då av Yoshihisa Kishimoto och var influerat av asiatiska kampsportsfilmer, speciellt Bruce Lees I drakens tecken.
Serien handlar om tvillingarna Billy och Jimmy Lee som båda är mästare i en kampsport kallad Sou-Setsu-Ken. Spelaren spelar dessa karaktärer och slåss mot olika motståndare och rivaler. Double Dragon har många efterföljare och har konverterats till många olika spelkonsoler. Av spelens popularitet har även en film samt en tecknad film skapats.
Våldsinslag medförde att spelet inte släpptes i Sverige förrän efter NES hade blivit omsprungen av modernare spelkonsoler.

## Spel
| Titel                                | Släppår |
| ------------------------------------ | ------- |
| Double Dragon                        | 1987    |
| Double Dragon II: The Revenge        | 1988    |
| Double Dragon II                     | 1990    |
| Double Dragon 3: The Rosetta Stone   | 1990    |
| Double Dragon III: The Sacred Stones | 1991    |
| Super Double Dragon                  | 1992    |
| Battletoads & Double Dragon          | 1993    |
| Super Double Dragon                  | 1992    |
| Double Dragon V: The Shadow Falls    | 1994    |
| Double Dragon                        | 1995    |
| Double Dragon Advance                | 2003    |
| Double Dragon Neon                   | 2012    |

### Fotnoter
1. ↑  ”Double Dragon” (på engelska). Mobygames. http://www.mobygames.com/game-group/double-dragon-series. Läst 17 maj 2015.